# Rutilius Namatianus
Œuvres principales
De Reditu suo
Claudius Rutilius Namatianus, plus communément Rutilius Namatianus, parfois actualisé en Rutile Namatien, est un poète et homme politique latin du début du Ve siècle, païen, auteur d'un poème narrant son retour de Rome vers la Gaule, le De Reditu suo.

## Vie
On ne sait de Claudius Rutilius Namatianus que ce qu'il nous apprend lui-même dans son poème De Reditu suo. Son nom lui-même n'est pas certain, puisqu'un manuscrit donne « Rutilius Claudius Namatianus » ; la forme Namatius a également été suggérée.

### Éléments biographiques
D'après sa carrière, on peut supposer qu'il naît vers 370. D'origine gauloise, il appartient à une grande famille païenne de propriétaires terriens de la Narbonnaise. Il reçoit une éducation traditionnelle, peut-être en partie à Rome ; il connaît bien la littérature classique, mais ignore peut-être le grec. Suivant son père Lachanius, il mène une carrière de haut fonctionnaire : il est maître des offices (commandant de la garde impériale et chargé des affaires étrangères), peut-être en 412, puis préfet de Rome entre mai et septembre 414. Il effectue à l'automne 417 le voyage en Gaule relaté dans son poème, qui est probablement rédigé pendant son séjour dans sa patrie, en 418 ou plus tard. Aucune information biographique postérieure au poème ne nous est connue et Rutilius ne semble pas avoir écrit d'autre œuvre. Un Rutilius est le dédicataire de la comédie Querolus de la même époque, et l'identification avec Namatianus est vraisemblable.

### Milieu aristocratique et littéraire
Comme le montrent les allusions à ses amis, dans son poème, il fait partie d'un milieu de hauts fonctionnaires lettrés. Son père Lachanius a été consulaire d'Étrurie et d'Ombrie (une statue lui est élevée à Pise), comte des largesses sacrées, questeur du palais, et certainement préfet de la Ville. De nombreux amis sont mentionnés dans le poème et plusieurs ont exercé des fonctions impériales à la cour ; deux d'entre eux sont par ailleurs des dédicataires des lettres du païen Symmaque. Rutilius apparaît ainsi comme un représentant assez typique de l'aristocratie païenne réactionnaire de l'époque ; il partage avec les membres de ce milieu la foi dans le redressement de l'Empire. C'est à des pairs, comme lui lettrés et païens, que s'adresse le poème où Rutilius fait leur éloge.
Le poème est composé dans une époque de production littéraire intense en Gaule : les troubles, décrits par Rutilius, qui ont secoué la province, sont confirmés par des passages d'autres auteurs compatriotes contemporains, comme Prosper d'Aquitaine, Paulin de Pella, Paulin de Nole ou Sulpice-Sévère.

### Son voyage en Gaule
Au faîte de sa carrière, vers la fin d'octobre 417, il décide de revenir en Gaule. L'époque de l'année n'est pas favorable, mais Rutilius n'est pas pressé non plus, puisqu'il se permet des détours. Plusieurs hypothèses peuvent motiver ce voyage. À la suite du traité de 416 permettant l'installation des Wisigoths en Aquitaine, il est possible que Rutilius soit envoyé dans une mission de rétablissement de l'ordre, peut-être pour superviser le transfert des terres aux envahisseurs. Il peut aussi vouloir participer au conseil des trois Gaules, ou vicariat de Gaule, prévu en 418. Le voyage se fait par mer, puisque les Goths ont dévasté la Via Aurelia et que les pluies récentes ont inondé les plaines.

## Œuvre: leDe Reditu suo
Le poème de Rutilius Namatianus est composé de deux livres en distiques élégiaques : le premier est constitué de 644 vers et le second de 68. Le début du poème paraît abrupt et une majorité de chercheurs considèrent qu'il manque au moins deux vers au début du poème. De même, il est admis que les deux livres devaient avoir sensiblement la même longueur, et donc que la majeure partie du second livre est perdue. Enfin, les deux fragments découverts en 1973 permettent d'ajouter 39 vers tronqués à l'ensemble.
Le principal manuscrit intitule le poème De Reditu suo (« Sur son retour »), alors que l'édition princeps donne Itinerarium, où des chercheurs comme Jérôme Carcopino ont vu une corruption de Iter Gallicum (« Chemin vers la Gaule ») ou de Iter maritimum (« Chemin par la mer »). Le premier titre est en général adopté par les éditeurs contemporains.

### Résumé
Après avoir exprimé son bonheur d'habiter à Rome, Rutilius Namatianus explique que les malheurs de la Gaule l'appellent dans sa patrie (livre I, vers 1 à 42). Il fait alors ses adieux à la ville dans une longue prière adressée à la déesse Roma : il rappelle ses origines mythiques, célèbre sa gloire et les exploits de son Empire, en appelle à son redressement contre les Barbares qui l'ont humiliée et demande sa protection lors du voyage qui l'attend (I, 43-164). Rutilius quitte Rome à pied et les amis qui l'avaient accompagné, parmi lesquels Rufius dont il fait l'éloge, lui disent adieu ; quinze jours d'attente avant d'embarquer lui permettent de se rassasier de l'aspect de la ville (I, 165-204). Son ami Palladius le quitte, puis Rutilius monte sur l'une des petites barques qui constituent sa flottille ; d'Ostie, ils passent devant les premières ruines, celles de Castrum Novum, avant d'arriver à Centumcellae, dont il décrit soigneusement le port. Rutilius visite les thermes taurins et rapporte plusieurs légendes sur leur origine possible ; comme chaque soir désormais, ils couchent à terre (I, 205-276).
La deuxième étape conduit la flottille à Portus Herculi ; il déplore la ruine de Cosa et rappelle la triste fin de Lépide qui avait fui depuis Cosa vers la Sardaigne, et le sort malheureux qu'ont connu plusieurs de ses descendants (I, 277-312). Le lendemain, il contourne le Monte Argentario ; il salue l'île d'Igilium qui a servi de refuge pour les habitants de Rome en 410 ; Rutilius veut s'arrêter à l'embouchure de l'Umbro, mais les marins préfèrent continuer ; ils établissent un campement de fortune peu après sur une plage (I, 313-348). Le jour suivant, la progression est difficile et se fait à la rame ; Rutilius passe devant l'île d'Elbe, riche en fer ; il célèbre l'utilité de ce métal, face aux crimes que cause l'or. Arrivé à Falésie, il assiste à une fête paysanne en l'honneur d'Osiris, mais s'emporte contre l'aubergiste juif qui leur fait mauvais accueil et condamne la pratique du chabbat (I, 349-398). La cinquième étape le conduit à Populonia, dont il déplore la ruine ; il apprend que son ami Rufius a été nommé préfet de Rome (I, 399-428). Le lendemain, le poète admire la Corse dont il explique l'étymologie ; il passe ensuite devant l'île de Capraria et s'emporte contre les moines qui l'habitent et leur mode de vie contre nature. Il arrive ensuite au port de Vada, dont il décrit le curieux chenal qui y mène ; il est hébergé dans la villa d'Albinus, qui lui a succédé à la préfecture de la Ville ; il admire les marais salants de la région ; les deux amis sont rejoints par un troisième, Victorinus, réfugié de sa ville dévastée de Toulouse (I, 429-510). Au mieux le surlendemain, il passe devant l'île de Gorgone, où l'un de ses anciens concitoyens a lui aussi été gagné par le « poison » du monachisme ; la flottille s'arrête à une villa nommée Triturrita (I, 511-540). Le lendemain, Rutilius ne souhaite pas reprendre le voyage ; il rend visite à son ami Protadius, lui aussi ancien préfet de Rome, puis se rend à Pise : il décrit les deux rivières qui entourent la ville, puis admire sur le forum la statue de son père, Lachanius, dont il célèbre la probité. Revenu sur la côte mais arrêté par un vent contraire, il participe à une partie de chasse (I, 541-644).
Après une brève introduction où il explique le partage du poème en deux livres par la crainte de l'ennui du lecteur, Rutilius entame le second livre en célébrant la glorieuse situation géographique de la péninsule italienne, où Rome « bénéficiait de la sollicitude des dieux ». Il déplore sa dévastation et désigne un coupable : le général Stilicon, qui a permis le sac de Rome par Alaric Ier et détruit les livres sibyllins. Une nouvelle étape le conduit à Luna.
Le reste du second livre est perdu, à l'exception de deux fragments. Le fragment A évoque les quartiers d'hiver des soldats en Ligurie ; Rutilius rencontre dans une auberge son ami Marcellinus. Dans le fragment B se place une description de murailles, sans doute celles d'Albenga, fondée par Constantius, le futur empereur Constance III, dont il embrasse la statue.

### Structure

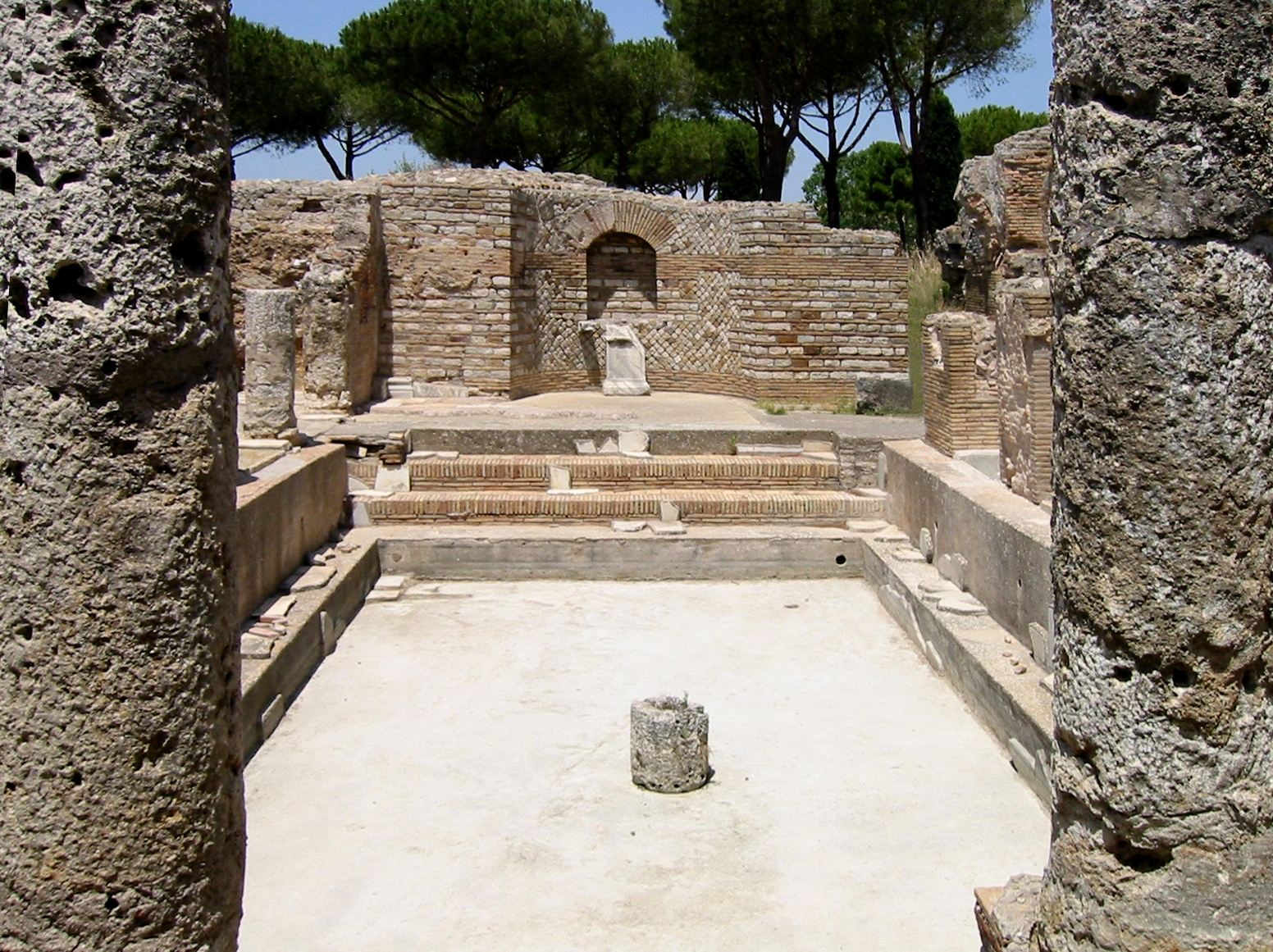
Tepidarium des thermes taurins, où les sources ne sont pas gâtées par un goût d'amertume, et l'eau chaude n'est point imprégnée de vapeurs de soufre.

Si le récit du voyage structure l'ensemble de l'œuvre et sert de fil conducteur du poème, il ne représente qu'environ 300 vers parmi les 712 conservés (hors fragments). Le reste est essentiellement constitué d'un ensemble de petits tableaux : éloges d'amis et de familiers, invectives contre les ennemis de Rome, les chrétiens et les juifs. Les deux livres s'ouvrent sur des éloges, le premier de Rome, le second de l'Italie. Mais c'est surtout une unité de thèmes qui donne au poème sa cohérence : les ruines, qui provoquent la mélancolie du narrateur, et l'eau, qui se retrouve bien au-delà des descriptions maritimes (marais salants, rivières, thermes, aqueducs).

### Histoire du texte

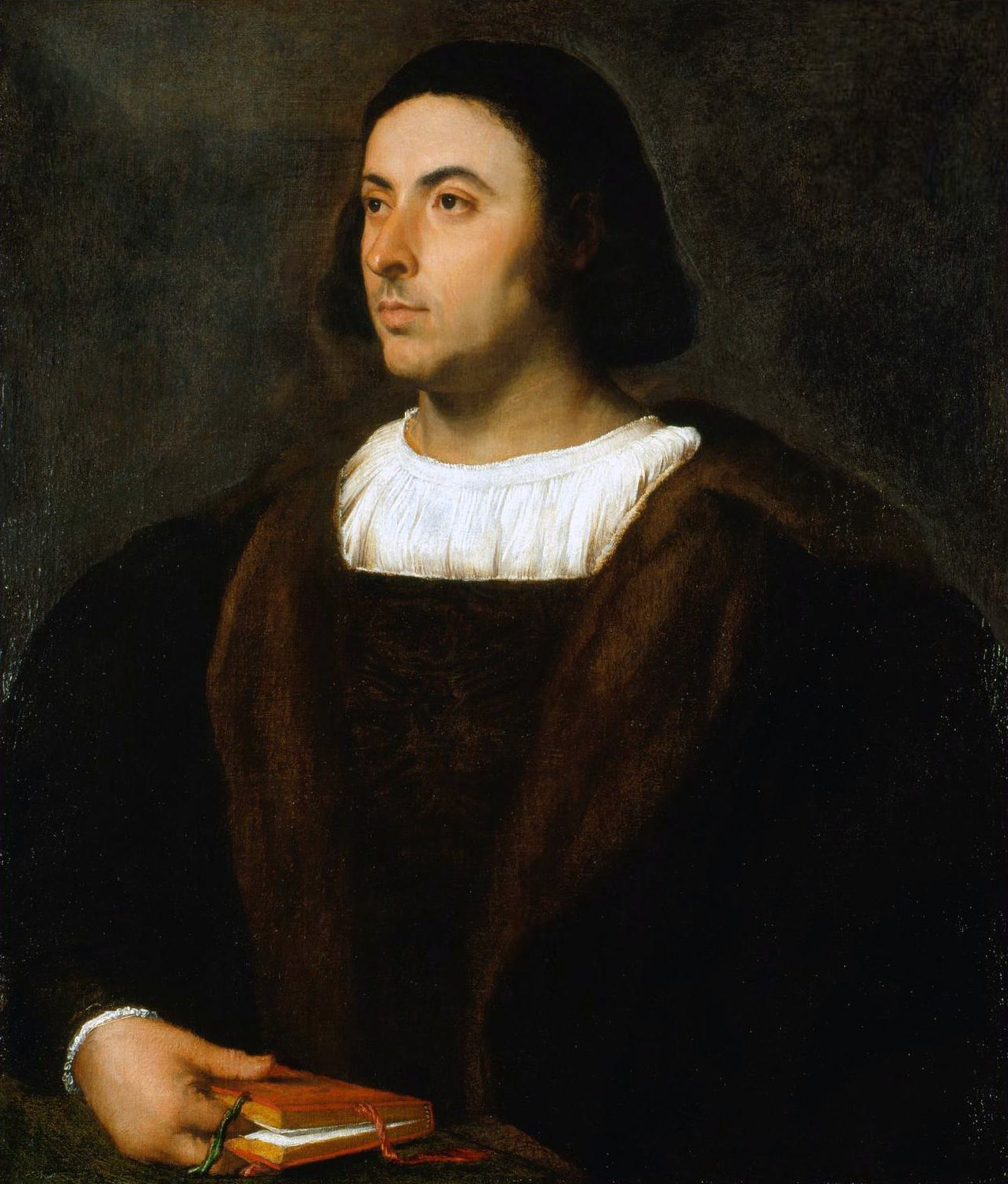
Portrait de Jacopo Sannazaro par le Titien ; huile sur toile, entre 1514 et 1518, Royal Collection

Il semble qu'un seul manuscrit de Rutilius ait traversé le Moyen Âge. En 1493, Giorgio Merula, chargé par Ludovic Sforza d'écrire une histoire de la famille Visconti, envoie à l'abbaye de Bobbio son secrétaire Giorgio Galbate chercher des documents utiles à son ouvrage. Ce dernier y découvre un certain nombre de textes latins, dont certains inédits. Parmi ceux-ci se trouve le De Reditu suo, dont Galbiate fait une copie qu'il apporte à Merula à Milan. Cet apographe, disparu, nous est connu par trois copies :
- l'une de Jacopo Sannazaro, conservée à la Bibliothèque nationale autrichienne à Vienne, appelée Vindobonensis 277 ;
- la deuxième par Tommaso Inghirami, envoyé du pape à Milan ; perdue, elle est cependant à l'origine du manuscrit Romanus Ms. Caet. 158 conservé à l'Académie des Lynx à Rome et datée de 1530 environ ;
- la troisième est due à Aulo Giano Parrasio et est disparue.

L'édition princeps est publiée par Giovan Battista Pio à Bologne en 1520, d'après une copie inconnue du manuscrit, peut-être celle de Parrasio ; sa qualité et son originalité lui donnent la valeur d'un manuscrit. Cette édition est reprise en 1523 dans un recueil de textes romain intitulé De Roma prisca et nova varii auctores. Une troisième édition, probablement issue indirectement de la copie d'Inghirami et collationnée avec l'édition princeps, paraît à Venise en 1558 par les soins d'Onofrio Panvinio, avec l'aide de Gabriele Faerno.
La copie de Sannazaro est considérée comme la plus fidèle au manuscrit original ; l'édition de Bologne est également intéressante pour l'histoire du texte, malgré des différences avec la précédente copie dont on ignore s'il s'agit de leçons originales tirées du manuscrit, ou de corrections de l'éditeur. Le manuscrit original lui-même est volé à Bobbio en 1706 et disparaît.
En 1973, Mirella Ferrari, une chercheuse italienne, découvre à la bibliothèque de l'Université de Turin 39 vers sur un morceau de parchemin qui avait servi à raccommoder un autre codex du XVe siècle. Ces vers se partagent en deux séries, l'une de vingt vers, nommée fragment A, la seconde de dix-neuf vers, le fragment B. L'écriture permet de dater le parchemin du VIIe ou VIIIe siècle et de situer sa composition dans le nord de l'Italie. L'identification de l'auteur des deux fragments avec Rutilius Namatianus est communément admise par les chercheurs et s'appuie sur plusieurs arguments : l'évocation de la Ligurie en A, la référence au deuxième consulat de Flavius Constantius, futur Constance III, en 417, ainsi que la langue et le style.

## Un récit de voyage

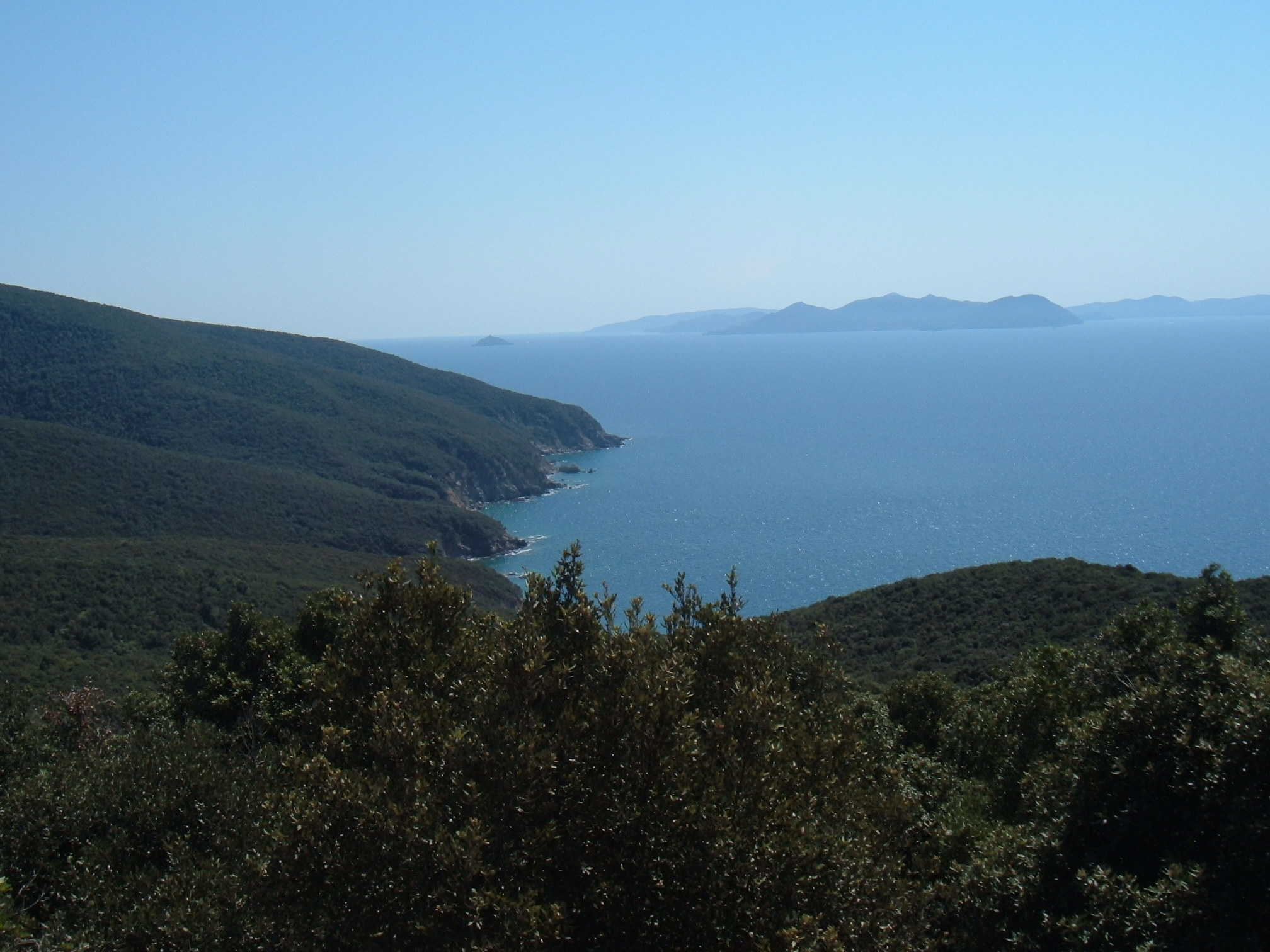
L'île d'Elbe, fameuse par ses mines qui donnent l'acier, vue depuis l'acropole de Populonia, telle que Rutilius a pu l'admirer ; parc archéologique de Baratti et Populonia

### Itinéraire
Une première étape conduit Rutilius à pied de Rome à Ostie. Après quinze jours à attendre la nouvelle lune, commence seulement le voyage en barque par cabotage, en huit étapes :
- d'Ostie à Centumcellae (aujourd'hui Civitavecchia), avec un détour pour visiter les thermes taurins ;
- de Centumcellae à Portus Herculis (aujourd'hui Porto Ercole) ;
- de Portus Herculis à un campement de fortune un peu au nord de l'embouchure de l'Umbro (aujourd'hui Ombrone), après avoir contourné le Monte Argentario ;
- du campement de fortune à Falésie (aujourd'hui Piombino), face à l'île d'Elbe, où il arrive vers midi ;
- de Falésie à Populonia ; l'étape est très courte car le trajet, par vent contraire, est fait à la rame ;
- de Populonia à Vada Volaterrana (aujourd'hui Vada), port de Volaterra (aujourd'hui Volterra), en voyant en route la Corse et l'île de Capraria (aujourd'hui Capraia) ; le mauvais temps force la flottille à s'arrêter au moins deux jours ;
- de Vada Volaterrana à une villa nommée Triturrita, près du port de Pise ; Rutilius visite la ville le lendemain, et doit attendre encore plusieurs jours le retour d'un temps favorable ;
- de la villa Triturrita à Luna.

L'ensemble du trajet depuis Ostie prend au moins douze jours, mais les indications de durée des haltes imposées par le mauvais temps sont incomplètes : cette partie du voyage a pu durer plus longtemps. Les dates exactes ont été établies par les chercheurs avec des variations sensibles, puisque les indications chronologiques (météorologiques, astronomiques, événementielles) manquent de cohérence ; il convient donc de placer prudemment le voyage dans la seconde quinzaine d'octobre ou au début de novembre 417.

### Réalité du voyage et réalisme du récit
De nombreux critiques ont tenté de retracer l'itinéraire exact, ainsi que les dates des étapes, suivi par Rutilius le long de la côte occidentale de l'Italie ; les résultats sont cependant très variables, et il semble préférable de considérer que Sur son retour n'est pas un reportage, mais un poème qui intègre ou refuse la mention des lieux, au gré de l'intérêt littéraire qu'ils représentent. Si la réalité du voyage n'est mise en question par aucun chercheur, le détail de l'itinéraire n'est pas, en effet, sans poser de nombreux problèmes de détail : la quatrième étape, de 45 milles, est achevée en une matinée, qui plus est à la rame, ce qui est de toute évidence impossible. Quant aux distances et au contenu des différentes étapes, il est clair qu'ils servent trop bien le propos de Rutilius pour qu'on n'y voie pas un artifice littéraire : les épisodes ont « subi une transposition en passant du voyage réel à son récit poétique ». De Populonia, Rutilius aperçoit la Corse, ce qui est peu probable à une distance de 80 km ; mais c'est l'occasion de donner une explication mythologique à l'étymologie du nom de l'île, et de rappeler que Populonia a été fondée, d'après la légende, par des Corses. De même, le mauvais temps oblige souvent les voyageurs à faire halte, mais tombe à point nommé pour permettre l'existence d'épisodes qui s'intègrent pleinement au récit : sans gros temps, pas d'éloge d'Albinus, pas de partie de chasse à Triturrita.
Pourtant, l'ensemble de ces épisodes variés ne casse pas la trame du récit de voyage. Le résultat en est que le poème donne l'impression d'un voyage réel. Il donne même le sentiment que le poème a été écrit au jour le jour, chaque soir après l'étape.

### Modèles
Sans être un genre à part entière, l'iter (« chemin ») est un motif de la littérature ancienne qui place Rutilius dans une tradition qui apparaît à l'époque hellénistique avec les Argonautiques d'Apollonios de Rhodes. Le voyage est alors intégré au genre épique, comme plus tard dans l’Énéide. Un autre motif envisage le voyage comme un trajet pénible et met en scène le poète comme un anti-héros : déjà présent chez Lucilius, il est repris par Horace dans ses Satires. L'œuvre dont le De Reditu suo se rapproche le plus est cependant les Tristes où le poète élégiaque Ovide quitte lui aussi Rome pour un exil peut-être définitif. Le thème reparaît à la fin de l'Antiquité avec les premiers vers de la Moselle d'Ausone, dont le voyage a pour lui aussi un caractère officiel ; les Ora maritima (« Rivages maritimes ») décrivent les côtes de la mer Méditerranée qu'Avienus parcourt, comme Rutilius, en cabotage.

### Ulysse et Énée

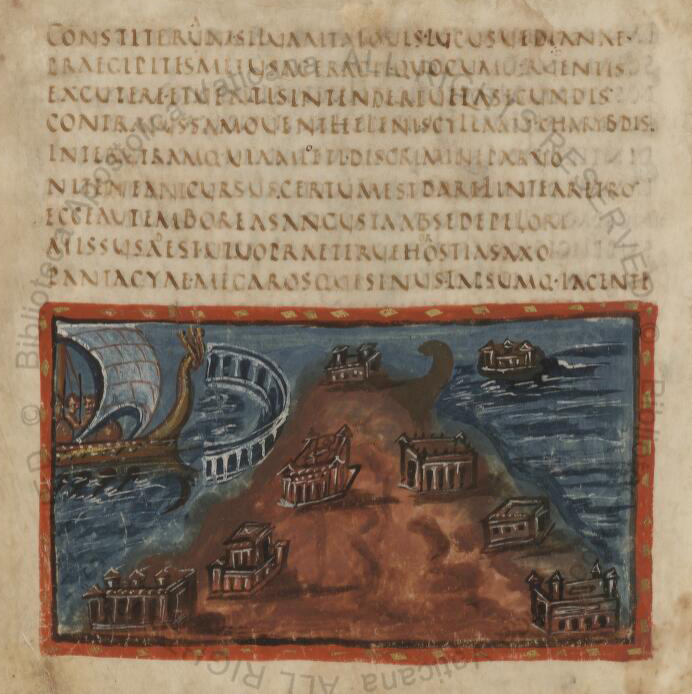
Énée débarque en Sicile (Énéide, chant V), folio 31v du Vergilius Vaticanus, début Ve siècle

Plusieurs références à l’Odyssée permettent à Rutilius d'incarner un nouvel Ulysse : le juif mauvais hôte est comparé à Antiphatès, le roi des Lestrygons cannibales et la foi du moine de Gorgon aux poisons de Circé. De la même manière que toutes les aventures d'Ulysse lui rappellent sans cesse sa patrie, toutes les aventures que Rutilius rencontre pendant son voyage le ramènent en pensée vers Rome.
Les références à l’Énéide se succèdent à partir du moment où Rutilius passe devant le « bras gauche [du Tibre], au lit ensablé et impraticable ; il ne lui reste que la gloire d'avoir reçu Énée. » Un grand nombre de toponymes de la côte toscane, étapes de l'itinéraire de Rutilius, sont déjà présents dans le catalogue des alliés étrusques de Virgile ; la reprise est parfois littérale : l'île d'Elbe est chez Virgile « une île généreuse par ses inépuisables mines d'acier » et « fameuse par ses mines d'acier » chez Rutilius. Plusieurs épisodes mettent en parallèle le héros troyen des origines et le narrateur, qui vit dans une époque qui a besoin de renouveau : la statue de son père Lachanius admirée à Pise rappelle ainsi la vision d'Anchise dans les flammes de Troie. Comme nombre de ses contemporains, Rutilius compare le sac de Rome de 410 à la chute de Troie ; il accuse Stilicon d'avoir laissé faire Alaric Ier qui s'est introduit dans la ville comme un nouveau cheval de Troie. C'est ainsi que Rutilius appelle de ses vœux une refondation, symbolique, de Rome.

## Représentations de Rome et de l'Italie

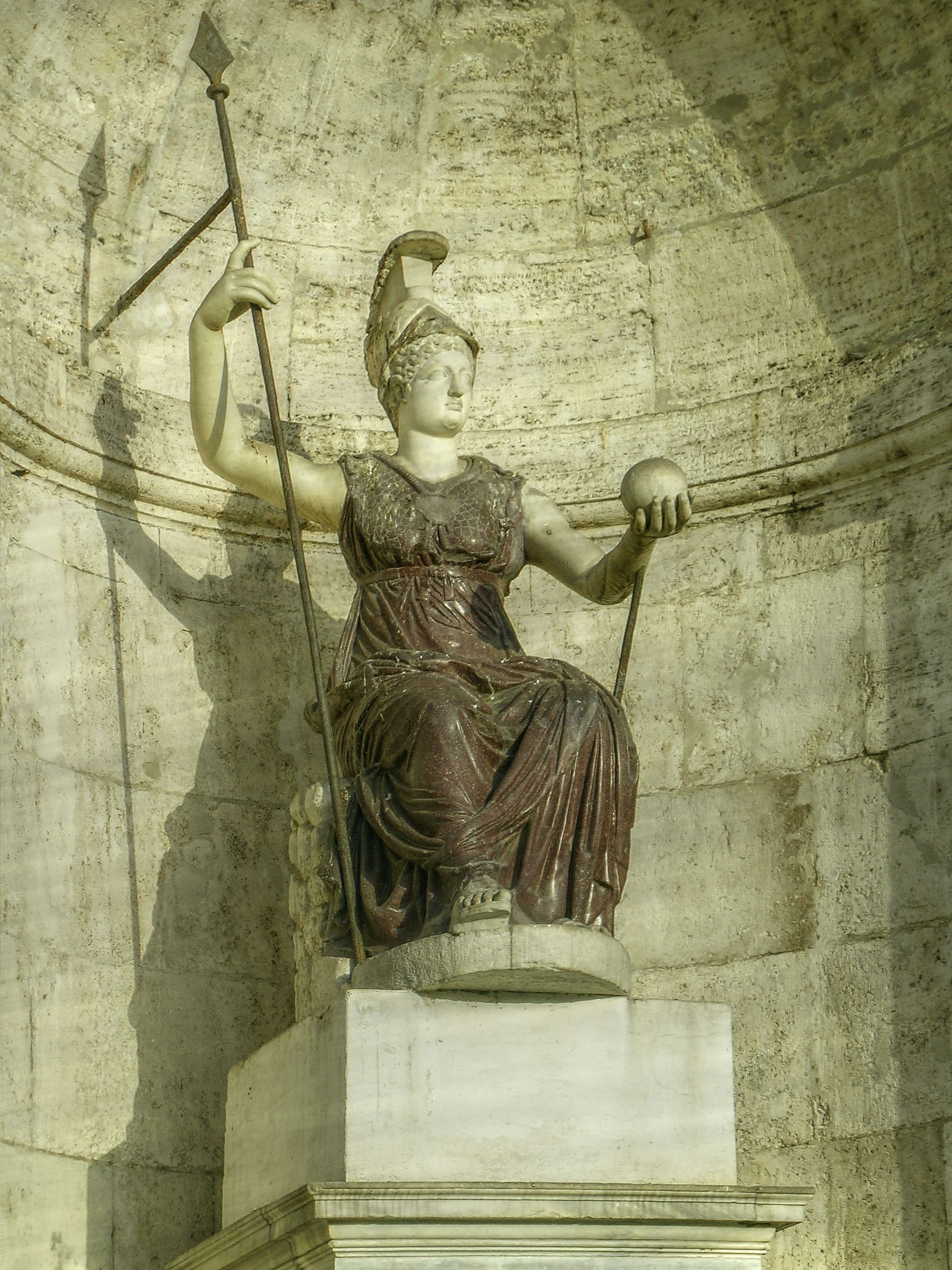
Statue de la déesse Roma, place du Capitole (Rome)

### Éloge de Rome
L'éloge de Rome commence par la longue prière adressée à la déesse Roma qui court sur près de 120 vers. Mais le sac d'Alaric en 410 a montré que la Ville était fragile ; si l'extension des dommages causés par les Wisigoths varie selon les sources, l'événement a marqué durablement les esprits. Rutilius ne l'évoque avec pudeur que comme « une sinistre aventure ». Pourtant, la Ville est éternelle, et elle est capable de renaître de ses cendres. Le portrait qu'il en dresse est exempt des stigmates barbares. Elle ne fait qu'un avec le monde : elle est à la tête d'un empire qui s'étend aux limites du monde, et en même temps l'Empire est tout entier contenu dans une ville où les peuples sont réunis et où la nature a aussi sa place. C'est là que réside le Sénat, qui est le vrai pouvoir : les amis mentionnés font tous partie de la classe sénatoriale et ont exercé, comme Rutilius, des charges ou des magistratures de haut rang. En revanche, l'empereur Honorius n'est jamais nommé ; Rome est pour Rutilius une ville païenne, et il ne mentionne aucun monument chrétien.

### L'Italie en ruines
Face à la spendeur de la Rome éternelle, l'Italie ne semble plus être qu'un champ de ruines.

### Vie et mort des civilisations
Rutilius sait que les civilisations sont mortelles : « Ne nous indignons pas si les corps des mortels ont une fin : des exemples nous montrent que les villes peuvent mourir. » Pourtant, il veut croire que Rome fait exception à la règle, elle est capable de se relever après une chute.

## Religion et politique

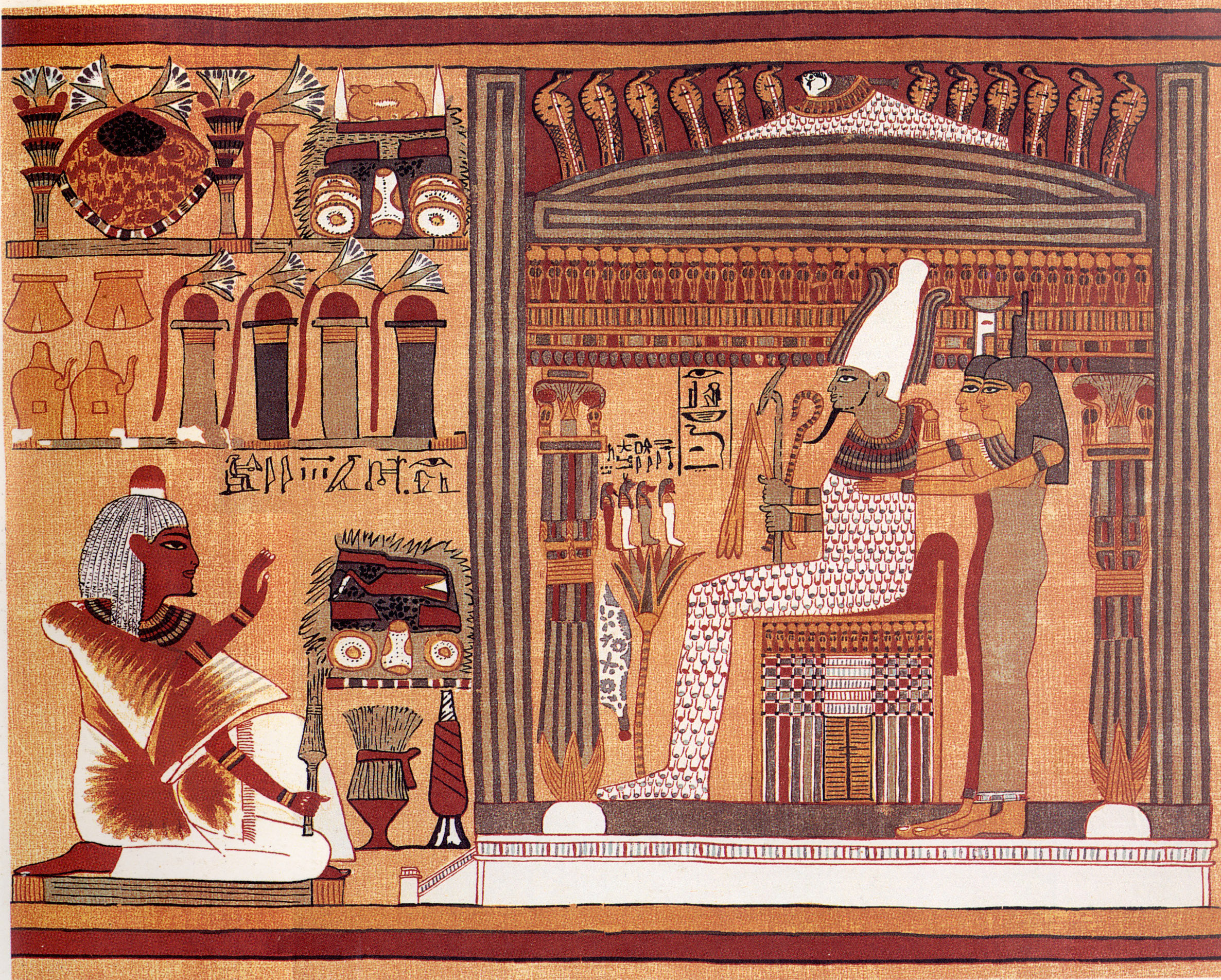
Ani dans l'au-delà devant Osiris ; Livre des morts, papyrus d'Ani,

### Paganisme, judaïsme et christianisme
Rutilius est incontestablement païen. Une longue prière à la déesse Roma couvre les vers 47 à 164 du premier livre. Sont également évoqués Faunus et Osiris. Sa religion est de type hénothéiste : « Le Conseil du Dieu suprême se réunit sous les voûtes célestes de l'univers ». Elle est vivante et célèbre la vie et la joie : « réjouissances sacrées », « fécondes semences pour des moissons nouvelles » ; ses adeptes sont heureux.
L'inhospitalité de l'aubergiste juif rencontré à Falésie conduit Rutilius à une généralisation sur les juifs ; il crée un adjectif dissocialis pour montrer qu'ils se situent hors de la société humaine et les qualifie à deux reprises de « froids » ; c'est une religion qui fait la part belle à la mort. Il fait d'eux des sauvages aux valeurs différentes de celles des Romains ; il conspue leur inhospitalité et leurs pratiques rituelles : la circoncision qui « mutile l'extrémité du membre viril », le chabbat et la prohibition du porc. Ils sont la « radix stultitiae » (« racine de la folie ») : c'est de leur religion qu'est né le christianisme.
Rutilius attaque vertement les moines. Il est vrai que l'aristocratie chrétienne condamne aussi les excès de cette attitude, mais lui s'en prend au principe même de ce repli sur soi : les moines sont misanthropes, souvent d'origine orientale, dépravés et sales. Difficile alors de savoir s'il ne vise que le judaïsme et le fanatisme des moines, ou bien s'il cherche ainsi à attaquer la nouvelle religion triomphante dans son ensemble. Certains chercheurs ont suggéré que le poème était une réponse à des écrits chrétiens : La Cité de Dieu de saint Augustin, divers pamphlets ou récits de pèlerins. Ces juifs et ces moines se trouvent au cœur de l'Empire ; ils rompent l'harmonie universelle et risquent de corrompre la société de l'intérieur.
Rutilius tente de se réapproprier l'espace italien dans sa dimension païenne. À l'opposé de textes chrétiens, comme le Peristephanon où Prudence construit un réseau de lieux saints dans l'Empire, il proclame l'appartenance de l'Italie à la religion païenne. Cette volonté est à l'origine des développements mythologiques (sur l'origine des thermes taurins, sur l'étymologie de la Corse) et de la mention de pratiques cultuelles païennes (présence d'un dieu local proche de Pan dès la première étape, fête d'Osiris).

### Réflexions politiques

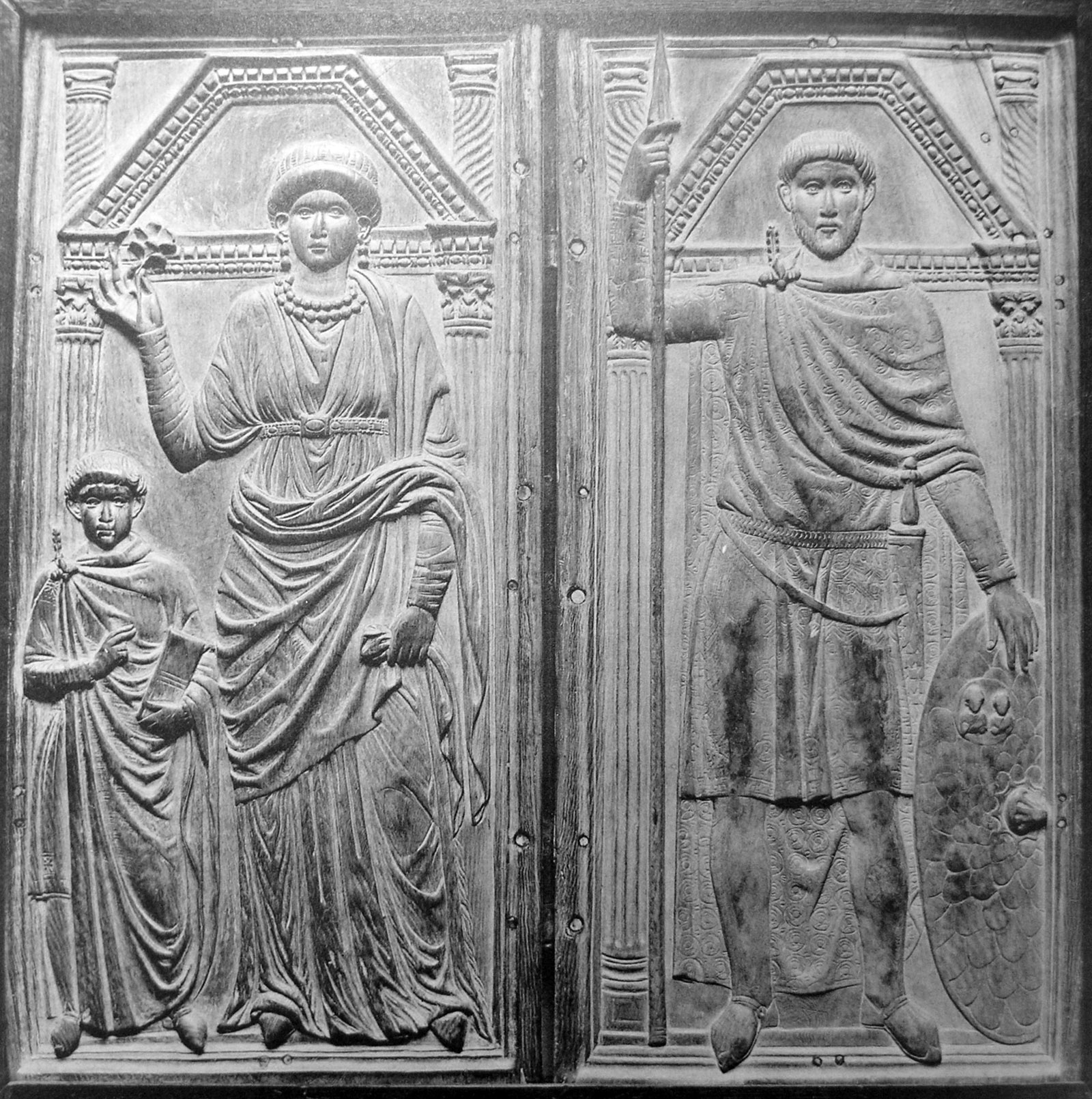
Le traître Stilicon, avec sa femme et son fils, responsable, pour Rutilius, de la destruction des livres sibyllins ; diptyque de Stilicon, cathédrale de Monza, vers 395

Ce sentiment que les ennemis de Rome agissent de l'intérieur de l'Empire est confirmé par une remarque sur les Wisigoths : eux aussi y ont été accueillis comme peuple fédéré, et ils se sont fait une place si grande qu'ils ont pu mettre la Ville à sac en 410. C'est Stilicon qui, en intégrant les Barbares dans l'armée, leur a livré Rome. D'une manière plus large, Rutilius semble implicitement condamner l'ensemble de la politique de fœdus, actée en 382 avec les Wisigoths par Théodose Ier. En définitive, c'est toute la politique d'expansion et d'assimilation qui est problématique : autrui, s'il est mal intégré, risque d'infecter tout Romain. Rutilius reste cependant confiant en la capacité de Rome à se régénérer : « pouvoir croître dans ses malheurs, c'est la loi de la renaissance ! » Cette attitude se retrouve dans le thème de la résurrection, présent par exemple dans la fête d'Osiris, revenu à la vie grâce à Isis.
Ainsi, le lyrisme éprouvé face à certains paysages (par exemple la description de « l'aurore humide de rosée qui luit dans un ciel empourpré » (Roscida puniceo fulsere crepuscula caelo, I, 277) laisse parfois la place à une violente satire d'ordre culturel et politique (contre les Juifs — I, 387-390 - contre les moines — I, 439-453, puis I, 515-526 - contre Stilicon, présenté comme un traître — 2, 39-60), qui témoigne de l'aigreur d'un des derniers intellectuels païens attachés à la Rome traditionnelle, au moment où triomphe le christianisme. Car l'antisémitisme de Rutilius, ainsi que sa haine des moines, sont autant d'attaques dissimulées contre le christianisme, qu'un intellectuel ne peut plus, à son époque, attaquer de front : l'insulte de radix stultitiae (« souche de sottise », I, 389) employée contre les Juifs semble faire allusion à la « sottise » issue de cette souche, c'est-à-dire au christianisme ; de même, le « scandale » que constitue la vie asociale des moines, est étendu par Rutilius à toute leur « secte » (secta, I, 525), qui semble empoisonnée par un poison plus violent que celui de Circé…
Rutilius Namatianus décrit les paysages qu'il voit, et surtout les réflexions mélancoliques qu'ils lui inspirent : car nous avons en Rutilius un des derniers représentants de la littérature païenne, fortement attaché à la grandeur du passé romain (même s'il semble croire au destin éternel de Rome, comme le suggère l'éloge qu'il en fait), et représentant parfaitement l'attitude politique, culturelle et littéraire de ce que P. de Labriolle a appelé la « réaction païenne ».

## Aspect poétique
La langue de Rutilius est relativement classique : on ne relève que trois hapax. L'emploi de mots dans des acceptations peu ordinaires, ainsi que des particularités de syntaxe, se trouvent mais restent limités.

### Métrique
Le poème est entièrement construit en distique élégiaque, couple de vers composé d'un hexamètre et d'un pentamètre dactyliques. Ce choix peut surprendre : l'élégie comme genre du discours amoureux n'est évidemment pas adapté au sujet de Rutilius, et le distique est rarement employé depuis Ovide. L'analogie avec les Tristes se trouve d'abord dans leur situation commune : Ovide, exilé par Auguste sur le Pont-Euxin, fait ses adieux à Rome qu'il risque de ne jamais revoir. Bien qu'il soit gaulois et que son voyage soit effectivement un « retour », Rutilius aussi donne l'impression qu'il s'exile de sa vraie patrie, Rome. Le texte présente plusieurs similitudes avec les Tristes et les Pontiques : une adresse directe au lecteur, la fumée qui s'élève des cheminées de la patrie, le bruit du cirque, et certaines imitations. Les développements étiologiques, sur l'origine des thermes taurins ou la découverte de la Corse, sont dans le goût d'Ovide, ainsi que la reprise parodique de motifs élégiaques, comme l'adieu à la belle.
Pourtant, ces deux mètres retrouvent la faveur des poètes à la fin de l'Antiquité, et notamment chez les auteurs chrétiens ; Rutilius se place ainsi dans une période de renouveau du distique élégiaque illustrée par Ausone, Prudence, Venance Fortunat et le païen Claudien. Le distique élégiaque est ressenti à cette époque, non plus comme le mètre du discours amoureux, mais comme la forme de l'expression personnelle.
Chez Rutilius, le vers est d'une régularité plutôt classique. Dans l'hexamètre, les spondées, majoritaires, donnent au poème une tonalité grave et majestueuse. La césure est ordinairement penthémimère (après le cinquième demi-pied), mais peut apparaître à côté une césure trihémimère ou hephtémimère (après le troisième et le septième demi-pied). De même, le pentamètre est très régulier : les monosyllabes sont proscrits en fin d'hémistiche.

### Style
Le style du poème est particulièrement travaillé. Un effort de concision conduit à une langue riche et dense. Rutilius affectionne particulièrement les figures de style binaires, le parallélisme, l'antithèse et l'anaphore, jusqu'à l'oxymore : le jeune homme converti et devenu moine est un « cadavre vivant », et, face à la statue de son père, Rutilius éprouve une « triste joie ».
Un véritable jeu sur les sonorités apparaît dans les jeux de mots et les allitérations, ces dernières rythmant le texte : « Progredimur paruis per litora proxima cymbis » (« Nous avançons le long des rivages voisins sur de petites embarcations. ») Les mots sont disposés avec soin, si bien qu'apparaît parfois une rime léonine (à l'intérieur d'un vers) : « Nec tantum Geticis grassatus proditor armis » (« Et il n'a pas opéré seulement, le traître, par les armes des Goths. »)

### Composition
En plus du récit de voyage proprement dit, la variété des développements pose un problème de composition : comment réunir en un poème les diverses digressions épidictiques, étiologiques, personnelles et « touristiques » ? À l'intérieur de chaque étape, les motifs forment contraste : c'est le cas de la quatrième étape, où la vitalité d'une fête païenne s'oppose à la dureté de l'aubergiste juif, mais aussi dans la cinquième où la joie d'apprendre la nomination d'un ami à la préfecture succède à la méditation attristée sur les ruines de Populonia. Tous ces petits moments d'ekphrasis forment un ensemble bigarré à la mode néo-alexandrine.

## Postérité
Ni Rutilius Namatianus, ni son poème ne sont mentionnés ou cités dans des ouvrages de l'Antiquité tardive ou du Moyen Âge. Les fragments retrouvés en 1973, portant une écriture du VIIe ou VIIIe siècle, sont la seule preuve d'un intérêt pour le texte pendant plus de mille ans. Des similitudes avec l’Itierarium breve de Ianua usque ad Ierusalem et Terram Sanctam de Pétrarque (1358) ont été relevées, mais il semble que l'identité des sujets les explique sans qu'il soit nécessaire d'y voir une imitation. Depuis la redécouverte du texte en 1453, le poème est l'objet d'un intérêt relativement constant, alimenté en partie par sa valeur documentaire. Les fragments exhumés en 1973 suscitent également un regain d'études sur l'œuvre.
L'Histoire littéraire de la France lui consacre un chapitre.
Dans le panorama de la littérature latine de la « décadence » qui occupe le chapitre III d’À rebours, Huysmans place ce jugement sur Rutilius : « Ceux-là étaient alors les maîtres de l'art [...] ; le chrétien Ausone [...] ; Rutilius, avec ses hymnes à la gloire de Rome, avec ses anathèmes contre les juifs et contre les moines, son itinéraire d'Italie en Gaule, où il arrive à rendre certaines impressions de la vue, le vague des paysages reflétés dans l'eau, le mirage des vapeurs, l'envolée des brumes entourant les monts. »
En 1977, l'historien Louis Chevalier publie L'assassinat de Paris, livre dans lequel il évoque le "poète du Bas-Empire" et cite le passage où Rutilius évoque le fait que "les villes [aussi] peuvent mourir".
En 2003, Claudio Bondi réalise en italien une adaptation cinématographique du poème intitulée De Reditu (Il ritorno).
En 2019, Charles Dantzig consacre une notice à "Sur son retour" dans son Dictionnaire égoïste de la littérature mondiale chez Grasset: "Un des livres les plus déchirants de la littérature latine."